# NGC 4577
NGC 4577 = NGC 4591 ist eine Spiralgalaxie mit ausgedehnten Sternentstehungsgebieten vom Hubble-Typ Sab im Sternbild Jungfrau nördlich der Ekliptik. Sie ist schätzungsweise 105 Millionen Lichtjahre von der Milchstraße entfernt und hat einen Durchmesser von etwa 50.000 Lichtjahren. Unter der Katalognummer VCC 1780 ist sie als Mitglied des Virgo-Galaxienhaufens gelistet.
Im selben Himmelsareal befinden sich u. a. die Galaxien NGC 4543, NGC 4580, NGC 4588, IC 3576.
Das Objekt wurde am 28. Januar 1784 von dem deutsch-britischen Astronomen Wilhelm Herschel mithilfe seines 18,7 Zoll-Spiegelteleskops entdeckt.